# 400 (jeu de cartes)
Le 400 est un jeu d’atouts joué au Liban. Il est basé sur un jeu de 52 cartes  et se joue à 4, par équipe de 2. La première équipe qui atteint 41 points remporte la partie mais son partenaire doit avoir un nombre positif

## Objectif
Atteindre 41 points. 
Les points sont comptabilisés en comptant le nombre de levées obtenu dans chaque donne par rapport à l’enchère déclarée. L’atout est toujours le cœur.
Le grade des cartes est : as, Roi, Dame, Valet, 10, 9, 8, 7, 6, 5,4, 3 et 2.

## Déroulement du jeu
Le jeu se déroule dans le sens inverse des aiguilles d’une montre. Chaque joueur doit recevoir 13 cartes de la façon suivante : le donneur commence par distribuer 1 carte  par joueur face vers le haut, puis 2 cartes à la fois, face vers le bas, en commençant par le joueur à sa droite.
Le joueur à la droite du donneur fait l'entame, et les joueurs doivent emboîter le pas avec la couleur demandée, si possible. Si un joueur ne peut pas suivre dans la couleur demandée, il peut jouer de l'atout cœur pour remporter le pli ou jouer une autre couleur sans incidence sur le jeu. Si plusieurs joueurs posent de l'atout cœur, l'atout le plus fort remporte le pli. Si les 3 joueurs posent ni atout, ni la couleur demandée, le joueur qui a fait l'entame remporte le pli.

### Les enchères
Chaque joueur décide du nombre de tours (plis) qu'il sera en mesure de gagner. Le joueur à droite du donneur commence l’enchère et, à son tour, chaque joueur indique combien de plis il s'attend à gagner. Il n'y a qu'un seul tour d'enchères par donne (13 plis au total).
Chaque  joueur doit faire une offre, aucun joueur ne peut passer. L'enchère  minimum pour chaque joueur est de 2, peu importe si le joueur peut ou pas gagner 2 plis. Aussi, d'une donne à l'autre, lorsque le total de points du joueur (remportés lors des donnes précédentes) est  entre 30 et 39, son enchère minimum est 3. Quand un joueur atteint 40 points, son enchère minimum devient 4. Si le joueur atteint 50 points (on peut atteindre 50 et ne pas gagner, comme nous le verrons ci-dessous), son enchère minimum devient 5, et ainsi de suite.
Une donne sera considérée comme nulle si la somme totale des 4 enchères  est inférieure à 11. Dans ce cas, une nouvelle donne est effectuée par le joueur suivant. Ce processus est répété jusqu'à ce que le montant total de l'offre soit supérieure ou égale à 11, si le score d'un des joueurs est entre 30 et 39 points alors le total sera de 12, et si le score d'un des joueurs est entre 40-49 points alors le score total doit être égal à 13 et ainsi de suite.
Bien que le jeu 400 soit joué par équipe, les enchères sont individuelles, chaque offre est indépendante de l'offre du partenaire  dans une main. Si le partenaire «A» offre une enchère de 4 plis et son partenaire «B» offre une enchère de 3 plis, ce qui porte le total à 7, 'A' et 'B' sont liés par leurs offres respectives. Si partenaire 'A' gagne 5 plis et partenaire 'B' en gagne 2, 'A' sera crédités de son enchère à savoir 4 points, tandis que 'B' n’ayant pas rempli son contrat obtiendra moins 3 points.

### Les points
Pour la conclusion d’une donne (à la fin des 13 tours), le joueur marque autant de points positifs par rapport aux tableaux ci-dessous si son enchère est remplie. Le joueur qui manque son contrat marque autant de points négatifs par rapport aux tableaux ci-dessous si son enchère n’est pas remplie.
Valeur des plis pour le(s) joueur(s) jusqu’à 29 points :
2 plis :2 points
3 plis: 3 points
4 plis: 4 points
5 plis :10 points
6 plis :12 points
7 plis :14 points
8 plis :16 points
9 plis : 27points
10 plis: 40 points
11 plis : 41 points
12 plis : 42 points
Valeur des plis pour le(s) joueur(s) au-delà de 30 point
3 plis :3 points
4 plis: 4 points
5 plis :5 points
6 plis: 6 points
7 plis: 7 points
8 plis :16 points
9 plis :27 points
10 plis: 40 points
11 plis: 41 points
12 plis: 42 points
Le jeu se termine lorsqu'une équipe atteint 41 points par l’un des deux partenaires à condition que l’autre partenaire soit positif avec un score supérieur.

### Source web
- (en) « Forty-One », sur le site www.pagat.com.